# Alpha-Campus
alpha-Campus (auch Wissenschaft für Schlaflose, alpha-Campus Diskurs oder Campus Magazin) ist eine deutsche Fernsehsendung für Hochschulthemen. Moderiert wird die Sendung von Sabine Pusch, Max Beier und David Hang.

## Programm und Konzept
Gezeigt werden u. a. Übertragungen und Zusammenschnitte von Vorlesungen und Veranstaltungen von Hochschulen in Deutschland. Darüber hinaus wird über allgemeine Aspekte zum Thema Studium und Wissenschaft berichtet.

## Produktion und Veröffentlichung
Die Fernsehsendung wird seit 1998 in Deutschland produziert. Dabei sind bisher mehr 1000 Folgen entstanden.
Ausstrahlungen im Fernsehen fanden bzw. finden auf ARD alpha, Hr-fernsehen, EinsFestival, Phoenix, Tagesschau24 und EinsPlus statt. Zudem sind einige Folgen auch online einsehbar, zum Beispiel in der ARD Mediathek oder auf YouTube.